# ملعب جواهر لال نهرو (كوتشي)
ملعب جواهر لال نيهرو هو ملعب متعدد الاستخدام يقع في مدينة كوتشي الهندية . غالبا ما تلعب عليه مباريات كريكت . يسع الملعب لجلوس 60 ألف متفرج . تم افتتاح الملعب في سنة 1996 .